# Мова алгебраїчного моделювання
Мова алгебраїчного моделювання, МАМ (англ. Algebraic Modeling Languages, AML) — високорівнева комп'ютерна мова програмування для опису та розв'язання задач високої складності для великомасштабних математичних обчислень (наприклад, великомасштабних задач оптимізаційного типу).

## Сутність
Однією особливою перевагою деяких алгебраїчних мов моделювання, таких як AIMMS,
AMPL або GAMS є подібність їхнього синтаксису до математичного запису задач оптимізації. Це забезпечує дуже коротке і легке для читання визначення задач в галузі оптимізації, яке підтримують певні елементи мови, такі як множини, індекси, алгебраїчні вирази, потужна індексація розріджених матриць й змінні обробки даних, обмеження з довільними іменами. Алгебраїчне формулювання моделі не містить жодних вказівок, як її обробляти.
МАМ не розв'язує ці задачі безпосередньо, замість цього вона викликає відповідні зовнішні алгоритми для одержання рішення. Ці алгоритми називаються розв'язувачами і можуть працювати з певного роду математичними задачами, такими, як:
- лінійні задачі
- цілочисельні задачі
- (змішані цілочисельні) квадратичні задачі
- змішані задачі взаємодоповнюваності
- математичні програми з обмеженнями балансу
- нелінійні системи з обмеженнями
- загальні нелінійні задачі
- нелінійні програми з розривними похідними
- нелінійні цілочисельні задачі
- задачі глобальної оптимізації
- задачі стохастичної оптимізації

## Основні елементи
Основні елементи МАМ такі:
- інтерпретатор мови моделювання (самої МАМ)
- розв'язувач посилань
- інтерфейси користувача
- послуги обміну даними

## Принципи проектування
Більшість МАМ дотримуються певних принципів проектування:
- збалансоване поєднання декларативних і процедурних елементів
- відкрита архітектура та інтерфейси до інших систем
- різні шари з виділенням:
  - моделі і даних
  - моделі і методів розв'язання
  - моделі та операційної системи
  - моделі та інтерфейсу